# Necrópolis de Arteara
La necrópolis de Arteara es un yacimiento arqueológico de la isla de Gran Canaria en las islas Canarias, España. Es el mayor cementerio de los aborígenes de la isla. Se encuentra situada en el sur de la isla, en la margen derecha del barranco de Fataga, junto a la localidad de Arteara, término municipal de San Bartolomé de Tirajana. Consta de más de 800 enterramientos tumulares, construidos aprovechando las piedras que recubren la zona, consecuencia de un derrumbe de la montaña adyacente denominada Morro Garito. Tiene una extensión de 137 535 m², rodeados en sus inicios por un muro de piedra seca, que es visible en varios lados del perímetro.
El yacimiento fue declarado monumento histórico-artístico nacional en 1973 por decreto del Ministerio de Educación y Ciencia,
siendo posteriormente clasificado como Bien de Interés Cultural con categoría de zona arqueológica en 1985 por la Ley 16/1985 de 25 de junio de Patrimonio Histórico Español.
En 2014 se abrió un centro de interpretación del yacimiento, convirtiéndose así en uno de los parques arqueológicos que posee Gran Canaria.

## Descripción
El yacimiento está compuesto por un extenso cementerio aborigen rodeado de una muralla de piedra seca de casi un metro de alto. Los enterramientos se llevaron a cabo construyendo túmulos en piedra seca. Estos presentan una cista a modo de caja mortuoria donde se colocaba el cadáver y una estructura superpuesta o torreón que la cubre. Dispuestos sin ninguna razón aparente por todo este paisaje de malpaís, con distintas configuraciones estructurales como por ejemplo: troncocónica, piramidal, circular, rectangular, etc.
En cuanto a la cronología, una datación obtenida en este yacimiento ofrece la fecha del siglo V a. C. hasta entrado el siglo XVIII, es decir, la población del barranco de Fataga siguió usándola siglos después de la conquista castellana, sumando 2300 años de uso de este cementerio aborigen.

## Fenómenos astronómicos

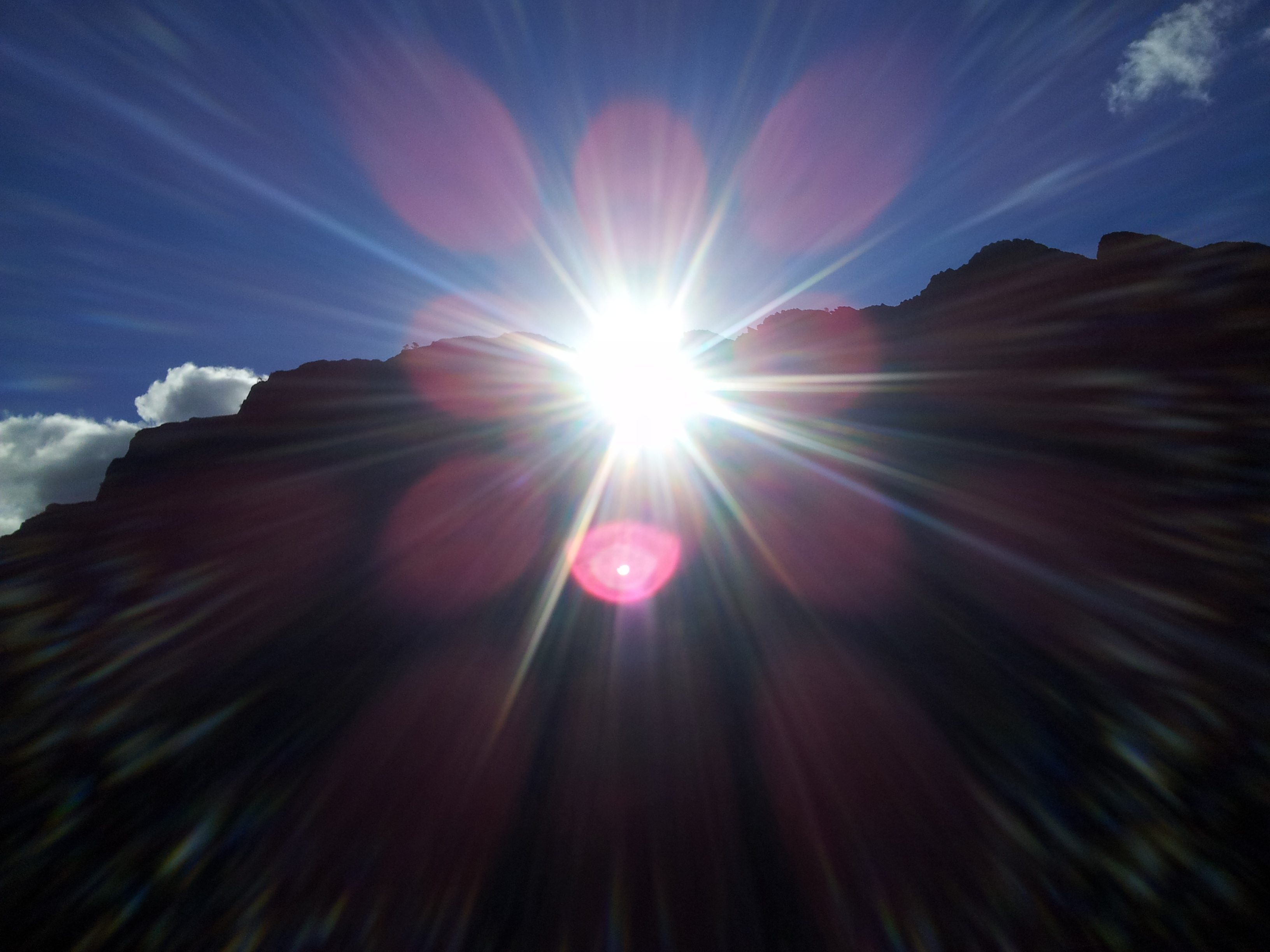
Orto solar sobre una degollada de Amurga.

En el yacimiento se han constatado varios fenómenos arqueo-astronómicos que se producen durante los equinoccios. Así, durante el amanecer del equinoccio de primavera en el mes de marzo, un rayo de luz solar atraviesa una degollada o depresión en forma de U del macizo de Amurga e incide directamente en el túmulo denominado del Rey, iluminándolo mientras el resto de la necrópolis permanece en penumbra.
Asimismo, durante el equinoccio de otoño en septiembre se produce en el mismo lugar un doble orto solar, pues el sol durante su ascenso es tapado momentáneamente por las rocas.

## Historia
La necrópolis de Ateara era conocida desde antiguo por los habitantes del barranco de Fataga, que denominaban a la zona como cementerio de los Canarios.
Las primeras exploraciones científicas de las que se tiene noticia son las realizadas por el antropólogo físico, etnógrafo y médico Víctor Grau-Bassas y Mas en 1886, y por el antropólogo francés René Verneau hacia 1887, ambos en nombre del Museo Canario.